# 久我通相
久我通相（こが みちまさ）は南北朝時代の公卿。従一位太政大臣。千種太政大臣、または中院と号す。父は太政大臣久我長通。母は参議園基顕の娘。

## 経歴
以下、『公卿補任』、『尊卑分脈』の内容に従って記述する。
- 嘉暦4年（1329年）1月5日、叙爵。同年8月4日、侍従に任ぜられる。
- 元徳2年（1330年）2月11日、従五位上に昇叙。同年11月16日、正五位下に昇叙。
- 元弘元年（1331年）1月5日、従四位下に昇叙。同年10月28日は左少将に任ぜられる。
- 正慶元年（1332年）2月26日、従四位上に昇叙。同年3月12日、加賀権介を兼ね、12月26日には右中将に任ぜられる。
- 正慶2年（1333年）6月、本位を停止され従四位下に戻される。同月12日、左中将に転任。同年11月8日に従四位上に改めて昇叙。同年12月7日には中宮権亮を兼ねる。
- 元弘4年（1334年）1月13日、信濃権介を兼ね、7月9日には正四位下に昇叙。
- 建武2年（1335年）1月27日、中宮権亮を止める。
- 建武3年（1336年）11月14日、春宮権亮を兼ねる。
- 建武4年（1337年）12月4日、従三位に叙せられる。左中将は元の如し。
- 暦応2年（1339年）1月13日、陸奥権守を兼ねる。
- 暦応3年（1340年）12月27日、権中納言に任ぜられ、同月29日には勅授帯剣を許される[1]。
- 暦応5年（1342年）1月5日、正三位に昇叙。
- 貞和2年（1346年）2月21日、従二位に昇叙。
- 貞和3年（1347年）9月16日、権大納言に昇進。
- 観応元年（1350年）、大嘗会検校を務める。
- 観応2年（1351年）4月、辞職を申し出る[2]。
- 文和2年（1353年）8月27日、父長通が薨去したため喪に服す。同年12月12日に復任した。
- 文和3年（1354年）4月15日、右近衛大将を兼ねる[3]。同年11月12日、氏長者と淳和奨学両院別当に補される。
- 文和4年（1355年）8月13日、正二位に昇叙。
- 延文元年（1356年）7月21日、内大臣に任ぜられる。右大将は元の如し。同年8月10日、両院別当と氏長者に改めて補される。
- 延文2年（1357年）9月14日、母の喪に服す。
- 延文3年（1358年）3月30日、復任する。
- 延文5年（1360年）9月30日、内大臣と右大将を止められる。
- 貞治元年（1362年）12月27日、右大臣に任ぜられる。
- 貞治2年（1363年）4月20日、従一位に昇叙。この年、白馬踏歌の節会の内弁を勤める。
- 貞治5年（1366年）8月29日、太政大臣に任ぜられる[4]。
- 応安元年（1368年）3月21日、上表して太政大臣を辞した。
- 応安4年（1371年）7月14日、薨去。

## 鷹司冬通との昇進争い
『園太暦』によると、文和4年（1355年）に通相が内大臣に任ぜられる事をしきりに望んだが却下されたという。結局、通相は翌年に内大臣に任ぜられるのだが、通相の内大臣昇進が一旦見送られたのは、上首であった権大納言左大将の鷹司冬通を越えることになることに冬通が異を唱えたからである。なお、鷹司冬通が大臣に昇進したのは延文5年／正平15年（1360年）9月であり、通相が内大臣と右大将を止められた後である。

## 系譜
- 父：久我長通（1280-1353）
- 母：園基顕の娘
- 妻：権大納言葉室長隆の娘
  - 男子：久我具通（1342-1397）
- 生母不明の子女
  - 男子：長雅